# St. Anton (Passau)

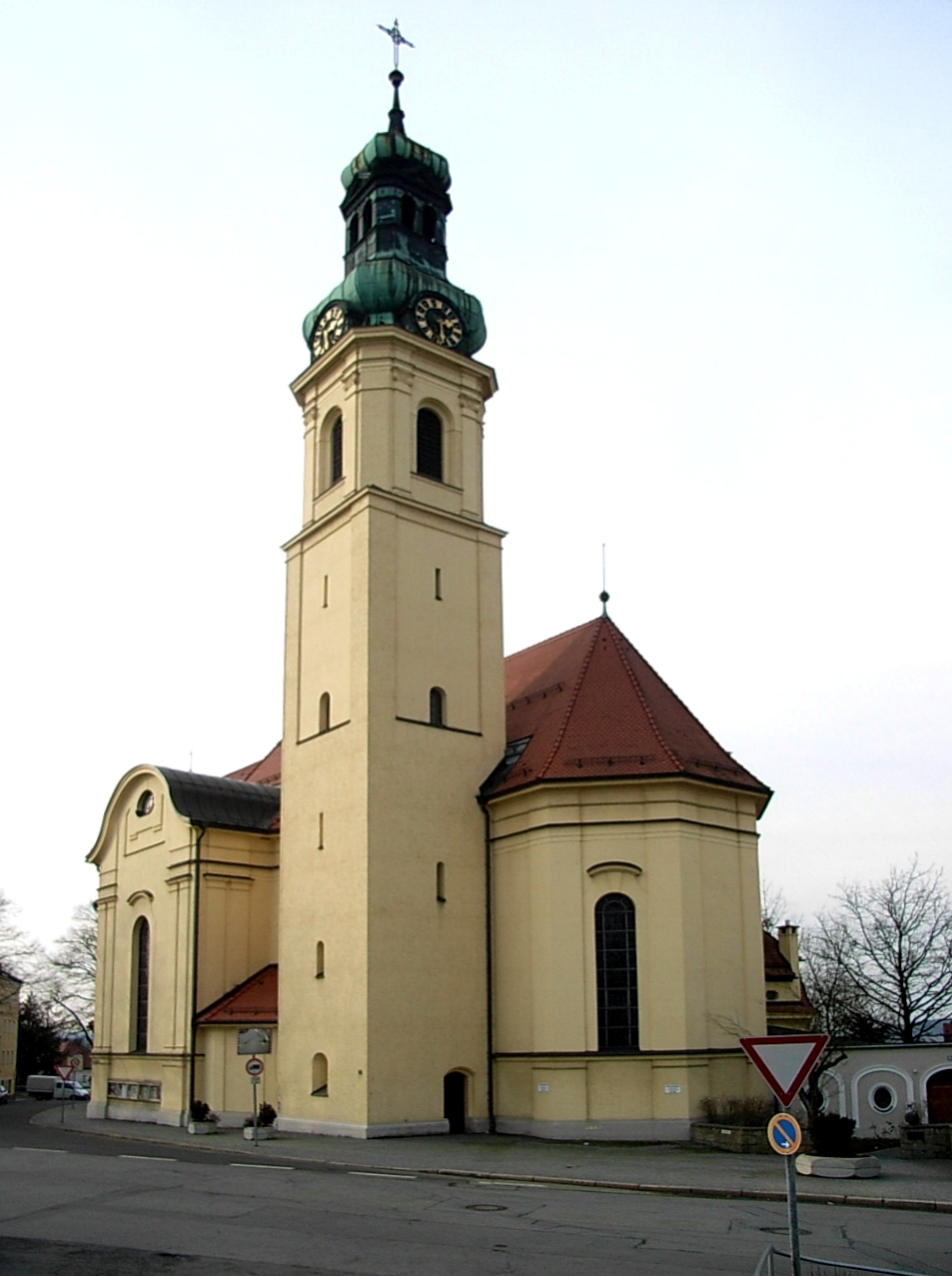
Pfarrkirche St. Anton

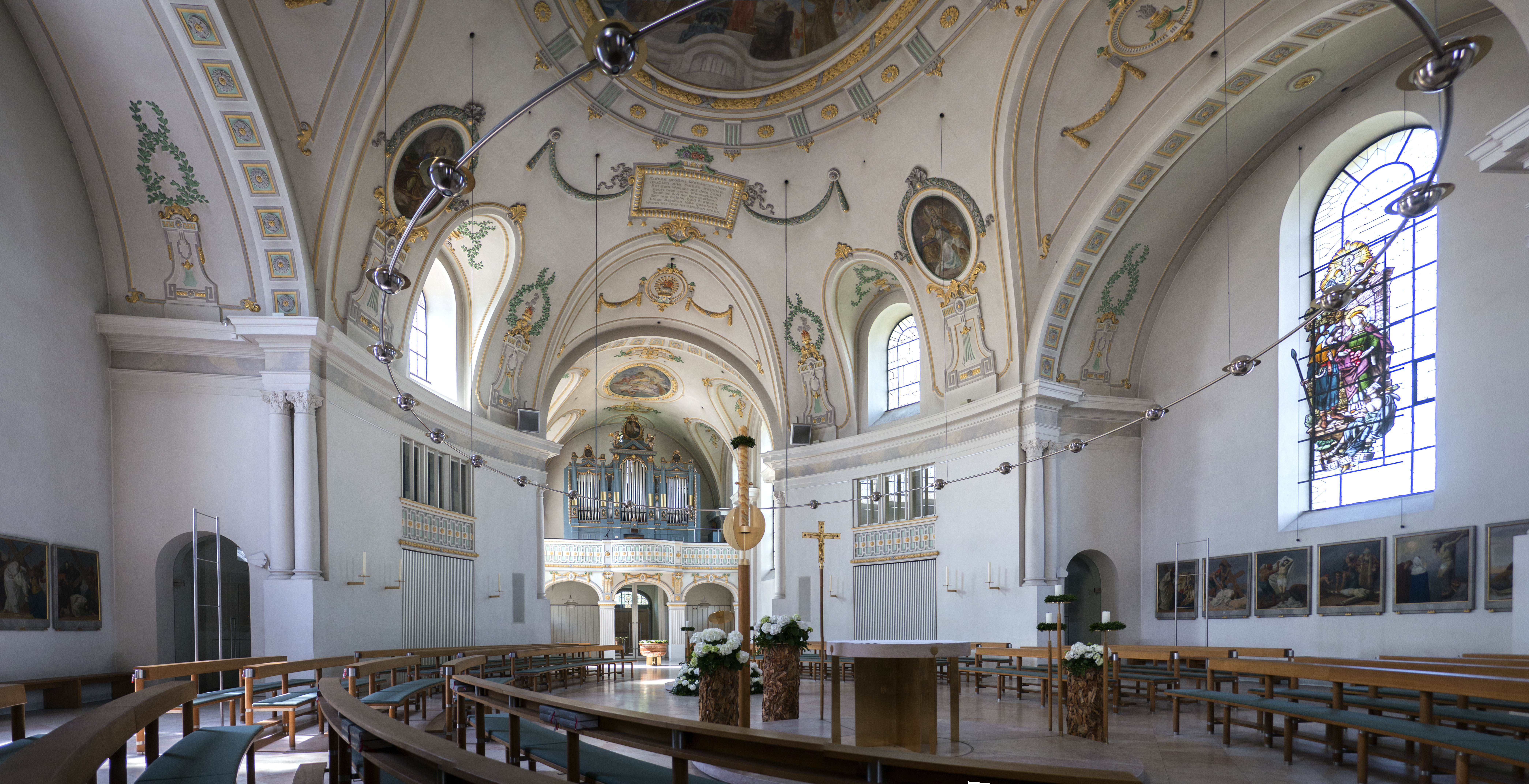
Innenansicht der Kirche

Die Stadtpfarrkirche St. Anton ist eine katholische Pfarrkirche in Passau.
Sie steht an der Neuburger Straße im Süden von Passau und ist wegen ihrer erhöhten Lage weithin sichtbar. Der Münchner Architekt Johann Baptist Schott erbaute die Kirche von 1908 bis 1910 im neubarocken Stil. Die Expositur St. Anton wurde 1910 errichtet. 1913 folgte die Erhebung zur Stadtpfarrei.
1969 entfernte man die neubarocke Ausstattung weitgehend. Erhalten blieb das Taufbecken aus rotem Marmor vom Passauer Steinmetzmeister Josef Kagleder aus dem Jahr 1914. Die Altarbilder und der Kreuzweg stammen von 1922. Ihr Schöpfer war Gebhard Fugel.
1998 bis 1999 wurde der Kircheninnenraum weitgehend neu gestaltet. 
Die Kirchenbänke wurden ellipsenförmig um Ambo und Volksaltar angeordnet, welche in den Brennpunkten der Ellipse stehen. 
In den Scheitelpunkten der großen Hauptachse stehen die Osterkerze mit dem Taufbecken im Westen und der Priestersitz vor dem wiedererrichteten Hochaltar im Osten.
Die moderne Kirchenausstattung stammt von Friedrich Koller.
Am 1. September 2016 kam es in der Kirche zu Vandalismus  und versuchter Brandstiftung.